# Rudolf Horkheimer
Rudolf Horkheimer (* 14. Februar 1894 in Rottenburg am Neckar; † 15. Februar 1982 in Konstanz), genannt „Rolf“, war ein deutscher Hochfrequenz-Ingenieur und Amateurfunk-Pionier.

## Leben

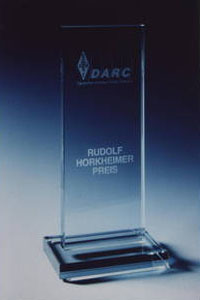
Der nach Rudolf Horkheimer benannte Preis des DARC.

Horkheimer war jüdischer Herkunft. Seine ersten Sendeversuche unternahm er bereits als Schüler. Horkheimer baute in den 1920er Jahren zahlreiche Funkstellen für Kurzwelle auf und betrieb sie zunächst unter dem Rufzeichen K-Y8, später unter K4YAE. Er galt als Experte zu Fragen der Hochfrequenztechnik. Im Jahre 1923 wurde er wegen Schwarzsendens zu einer Geldstrafe von drei Millionen Mark (Inflationsgeld) verurteilt, denn er hatte gegen das Kaiserliche Gesetz über das Telegrafenwesen des Deutschen Reiches aus dem Jahr 1892 verstoßen. Damit war er der erste deswegen bestrafte Funkamateur.
Im Jahre 1938 musste er nach Bolivien emigrieren, wo er eine Kurzwellenstation mit dem Rufzeichen CP6XF betrieb. 1958 kehrte er nach Deutschland zurück. Im Jahr 1970 legte er erneut die Amateurfunkprüfung ab, Rufzeichen DK5GA.

## Postume Ehrung
Der Deutsche Amateur-Radio-Club (DARC) vergibt seit 1992 jährlich den nach Rudolf Horkheimer benannten Horkheimer-Preis für außergewöhnliche Leistungen im Amateurfunk.